# Alioum Alioum
Alioum Alioum (Maroua II, Camerún - 17 de julio de 1982) es un árbitro de fútbol camerunés internacional desde el 2008 y arbitra en la Primera División de Camerún. También es conocido como Sidi Alioum o Néant Alioum.
En los últimos años, el árbitro camerunés Alioum ha sido mencionado en los documentos oficiales de la FIFA, así como en los medios de comunicación, con un nombre indeseable "Neant", que significa "ninguno". Alioum en realidad tiene un primer nombre, que, créalo o no, es el mismo que su apellido: Alioum.

## Carrera

### Torneos de selecciones
Ha arbitrado en los siguientes torneos de selecciones nacionales:
- Campeonato Africano Sub-17 de 2011
- Copa Mundial de Fútbol Sub-17 de 2011 en México[4]
- Clasificación para la Copa Africana de Naciones de 2012
- Copa Africana de Naciones 2012 en Gabón y Guinea Ecuatorial
- Clasificación para la Copa Africana de Naciones de 2013
- Copa Africana de Naciones 2013 en Sudáfrica
- Copa Mundial de Fútbol Sub-20 de 2013 en Turquía[5]
- Clasificación de CAF para la Copa Mundial de Fútbol de 2014
- Clasificación para la Copa Africana de Naciones de 2015
- Copa Africana de Naciones 2015 en Guinea Ecuatorial[6]
- Copa Mundial de Clubes de la FIFA 2015 en Japón[7]
- Clasificación para la Copa Africana de Naciones de 2017
- Copa Africana de Naciones 2017 en Gabón[8]
- Copa Mundial de Fútbol Sub-20 de 2017 en Corea del Sur[9]
- Clasificación de CAF para la Copa Mundial de Fútbol de 2018
- Clasificación para la Copa Africana de Naciones de 2019
- Copa Africana de Naciones 2019 en Egipto

### Torneos de clubes
Ha arbitrado en los siguientes torneos de internacionales de clubes durante varios años:
- Liga de Campeones de la CAF
- Copa Confederación de la CAF